# Callistethus anwari
Callistethus anwari är en skalbaggsart som beskrevs av Abdullah och Roohi 1969. Callistethus anwari ingår i släktet Callistethus och familjen Rutelidae. Inga underarter finns listade.